# Châtel-Saint-Germain
Châtel-Saint-Germain és un municipi francès, situat al departament del Mosel·la i a la regió del Gran Est. L'any 2007 tenia 2.195 habitants.

## Demografia

### Població
El 2007 la població de fet de Châtel-Saint-Germain era de 2.195 persones. Hi havia 735 famílies, de les quals 138 eren unipersonals (61 homes vivint sols i 77 dones vivint soles), 240 parelles sense fills, 276 parelles amb fills i 81 famílies monoparentals amb fills.
La població ha evolucionat segons el següent gràfic:
Habitants censats

### Habitatges
El 2007 hi havia 784 habitatges, 745 eren l'habitatge principal de la família, 4 eren segones residències i 36 estaven desocupats. 653 eren cases i 131 eren apartaments. Dels 745 habitatges principals, 586 estaven ocupats pels seus propietaris, 143 estaven llogats i ocupats pels llogaters i 16 estaven cedits a títol gratuït; 3 tenien una cambra, 25 en tenien dues, 61 en tenien tres, 125 en tenien quatre i 531 en tenien cinc o més. 612 habitatges disposaven pel capbaix d'una plaça de pàrquing. A 299 habitatges hi havia un automòbil i a 387 n'hi havia dos o més.

### Piràmide de població
La piràmide de població per edats i sexe el 2009 era:
| Homes | Edats   | Dones |
| ----- | ------- | ----- |
| 0     | 95 o +  | 0     |
| 0     | 90 a 94 | 4     |
| 8     | 85 a 89 | 8     |
| 8     | 80 a 84 | 8     |
| 24    | 75 a 79 | 28    |
| 24    | 70 a 74 | 48    |
| 44    | 65 a 69 | 32    |
| 40    | 60 a 64 | 44    |
| 56    | 55 a 59 | 68    |
| 108   | 50 a 54 | 72    |
| 84    | 45 a 49 | 96    |
| 60    | 40 a 44 | 60    |
| 80    | 35 a 39 | 92    |
| 88    | 30 a 34 | 72    |
| 92    | 25 a 29 | 44    |
| 92    | 20 a 24 | 48    |
| 76    | 15 a 19 | 60    |
| 60    | 10 a 14 | 52    |
| 76    | 5 a 9   | 40    |
| 56    | 0 a 4   | 56    |

## Economia
El 2007 la població en edat de treballar era de 1.547 persones, 1.175 eren actives i 372 eren inactives. De les 1.175 persones actives 1.100 estaven ocupades (671 homes i 429 dones) i 76 estaven aturades (35 homes i 41 dones). De les 372 persones inactives 130 estaven jubilades, 144 estaven estudiant i 98 estaven classificades com a «altres inactius».

### Ingressos
El 2009 a Châtel-Saint-Germain hi havia 725 unitats fiscals que integraven 1.921,5 persones, la mediana anual d'ingressos fiscals per persona era de 22.757 €.

### Activitats econòmiques
Dels 122 establiments que hi havia el 2007, 1 era d'una empresa extractiva, 1 d'una empresa alimentària, 1 d'una empresa de fabricació d'altres productes industrials, 38 d'empreses de construcció, 17 d'empreses de comerç i reparació d'automòbils, 10 d'empreses de transport, 7 d'empreses d'hostatgeria i restauració, 2 d'empreses d'informació i comunicació, 7 d'empreses financeres, 22 d'empreses immobiliàries, 7 d'empreses de serveis, 3 d'entitats de l'administració pública i 6 d'empreses classificades com a «altres activitats de serveis».
Dels 28 establiments de servei als particulars que hi havia el 2009, 1 era una oficina de correu, 4 tallers de reparació d'automòbils i de material agrícola, 1 paleta, 2 guixaires pintors, 1 fusteria, 3 lampisteries, 1 electricista, 3 empreses de construcció, 1 perruqueria, 6 restaurants i 5 agències immobiliàries.
Dels 3 establiments comercials que hi havia el 2009, 1 era un hipermercat, 1 una botiga de menys de 120 m² i 1 una botiga de material esportiu.
L'any 2000 a Châtel-Saint-Germain hi havia 3 explotacions agrícoles.

## Equipaments sanitaris i escolars
El 2009 hi havia 1 escola maternal i 1 escola elemental.

## Poblacions més properes
El següent diagrama mostra les poblacions més properes.